# Міністерство фінансів Республіки Башкортостан
Міністерство фінансів Республіки Башкортостан — республіканський орган виконавчої влади Республіки Башкортостан, що забезпечує проведення єдиної фінансової, бюджетної та податкової політики на території Республіки Башкортостан і координує діяльність у цій сфері республіканських органів виконавчої влади.
Адреса: 450101, Уфа, вул. Тукаєва, 46

## Історія
Під час перебування Уфимської провінції в Оренбурзькій губернії питаннями фінансів відали казенні палати — губернські установи міністерства фінансів Російської імперії, засновані в 1775 році.
З 29 квітня 1782 року до 1919 року працювала Уфимська Казенна палата.
З 1917 року працював фінансовий відділ Уряду Башкирії, потім, до 1922 року — Уфимський губфінвідділ, створений у складі Уфимського губернського революційного комітету.
Після скасування Уфимської губернії та розширення кордонів Башкирської АРСР створені вісім кантонів з кантонними фінансовими відділами і 296 волостей з відповідними фінансовими органами.
До утворення Автономної Башкирської Радянської Республіки 23 лютого 1919 року Валідовським Башревкомом був створений Народний комісаріат фінансів.
Декретом Всеросійського Центрального Виконавчого Комітету від 14 червня 1922 року був створений Народний комісаріат фінансів.
Попередником міністерства фінансів Республіки Башкортостан було міністерство фінансів Башкирської АРСР, створене Указом Президії Верховної Ради БАССР від 26 березня 1946 року № 6-2/23 в результаті перетворення Наркомату фінансів Башкирської АРСР.

## Діяльність
Міністерство фінансів Республіки Башкортостан забезпечує реалізацію основних напрямків фінансової, бюджетної та податкової політики на території Республіки Башкортостан, складає бюджет Республіки Башкортостан і організовує його виконання, здійснює фінансовий контроль.
Постановою Уряду Республіки Башкортостан від 14.03.2013 N 88 міністерство вносить в Уряд Республіки Башкортостан проекти законів, нормативних правових актів Президента Республіки Башкортостан і Уряду Республіки Башкортостан та інші документи, за якими потрібно рішення Уряду Республіки Башкортостан, з питань, що належать до фінансів, встановлює порядок виконання бюджету Республіки Башкортостан за видатками та за джерелами фінансування дефіциту бюджету Республіки Башкортостан.

## Міністри фінансів Республіки Башкортостан
- Субханкулова Ріда Тагірівна з жовтня 2013 р.
- Хісматулліна Рузалія Сафіуллівна з 2010 р.
- Гаскаров Айрат Рафікович[1] (2002—2010)